# マルチポイント
マルチポイント（Multi Point）とは、3点以上のサービス地点に接続している回線。またはそのサービスを提供する設備の名称。

## 放送中継装置
中継回線設備のうちの一つ。
マルチポイントに中継設備（カメラ・音声設備など）を接続すれば、回線センター経由でオンエアサブに映像・音声を送ることが出来る。具体的には、テレビ電話的な双方向のやりとり（会議等）を行うこともできる。

### 設置場所
- 各フロア
- 敷地内周辺